# 악타우 국제공항

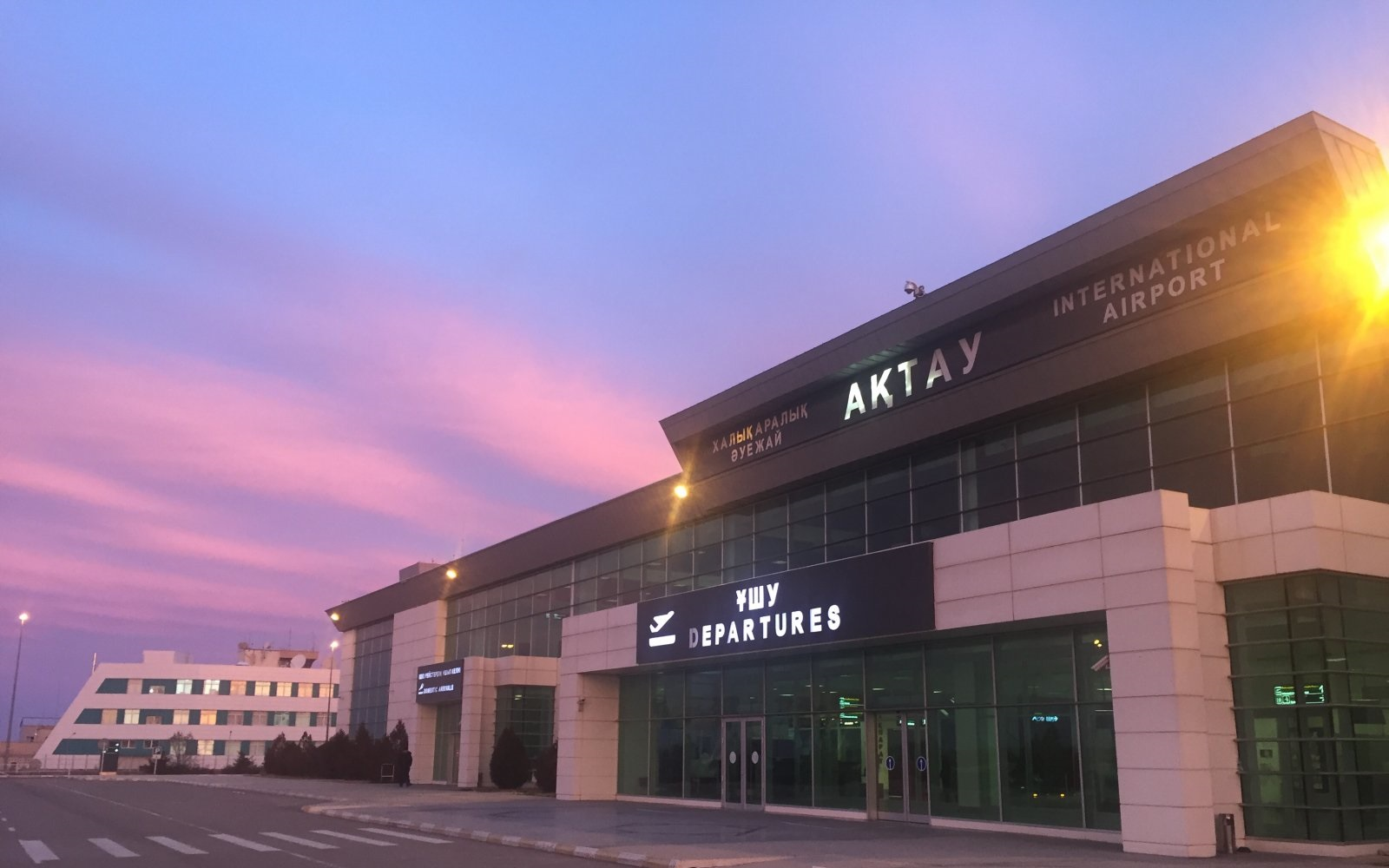

악타우 국제공항(Aktau International Airport, IATA: SCO, ICAO: UATE, 카자흐어: Halyqaralyq Aqtau äuejaiy, 구 Shevchenko-Central)은 카자흐스탄 만기스타우 지역에 위치한 국제공항이다. 악타우시에 서비스를 제공하는 주요 국제공항이다. 이 공항은 중앙아시아로 향하는 국제 항공 여객 관문 중 8번째로 붐비는 공항이고, 소련 붕괴 이후 국가에서 50번째로 붐비는 공항이며, 카자흐스탄에서는 4번째로 붐비는 공항이다.
악타우 국제공항은 악타우에서 북서쪽으로 21km(13마일) 떨어진 곳에 위치해 있다. 공항에는 여객 터미널 1개와 활주로 1개가 있다. SCAT 항공의 거점 도시 역할을 하고 있다. 공항에는 아에로플로트, 에어 아스타나, 스카트 항공, 카자크 항공(Qazaq Air)이 연중 내내 운항하며 계절에 따라 벨라비아 및 선데이 항공(Sunday Airlines)이 운항한다.
이 공항은 1983년에 셰브첸코 센트럴(Shevchenko-Central)로 개장했으며 일반적으로 셰브첸코 공항(Shevchenko Airport)으로 알려졌다(공항의 현재 IATA 코드인 SCO는 도시의 이전 이름인 셰브첸코에서 파생되었다).

## 통계
| 연도 | 승객      | 전년 대비 변화 |
| ---- | --------- | -------------- |
| 2008 | 474,000   | 024.9 %        |
| 2009 | 450,000   | 0 5,1 %        |
| 2010 | 585,000   | 0 30%          |
| 2011 | 623,000   | 0 6,5 %        |
| 2012 | 708,143   | 0 13,7 %       |
| 2013 | 776,431   | 0 9,6 %        |
| 2014 | 813,746   | 0 4,8 %        |
| 2015 | 845,710   | 0 3,9 %        |
| 2016 | 865,774   | 0 2,4 %        |
| 2017 | 1,072,400 | 0 23,9 %       |
| 2018 | 1,023,900 | 0 4,5 %        |
| 2019 | 996,291   | 0 2,7 %        |
| 2020 | 688,002   | 0 30,9 %       |
| 2021 | 1,303,560 | 0 89,5 %       |